# Supercoupe du Japon de football 1999
Navigation
Édition précédente Édition suivante
L'édition 1999 de la Supercoupe du Japon est la 6e de la Supercoupe du Japon et se déroule le 27 février 1999 au Stade olympique national à Tokyo au Japon.
Les règles du match sont les suivantes : la durée de la rencontre est de 90 minutes, puis, en cas de match nul, les deux équipes se départageront directement lors d'une séance de tirs au but.
Le match oppose le Kashima Antlers, vainqueur de la J League 1998, face au Shimizu S-Pulse, finaliste de la Coupe du Japon 1998 à la suite de la fusion du Yokohama Flügels et du Yokohama Marinos.

## Feuille de match
| Kashima ·    |                    |  |
| Titulaires : |                    |  |
|              |                    |  |
| 01           | Daijiro Takakuwa   |  |
| 02           | Naruyuki Naito     |  |
| 03           | Yutaka Akita       |  |
| 04           | Ryosuke Okuno      |  |
| 05           | Akira Narahashi    |  |
| 06           | Naoki Soma         |  |
| 07           | Toshiyuki Abe      |  |
| 08           | Yasuto Honda       |  |
| 09           | Bismarck           |  |
| 10           | Yoshiyuki Hasegawa |  |
| 11           | Atsushi Yanagisawa |  |
|              |                    |  |
| Entraîneur : |                    |  |
| Zé Mário     |                    |  |

| Shimizu ·      |                    |     |
| Titulaires :   |                    |     |
|                |                    |     |
| 01             | Masanori Sanada    |     |
| 02             | Toshihide Saito    |     |
| 03             | Ryuzo Morioka      |     |
| 04             | Masahiro Ando      |     |
| 05             | Kazuyuki Toda      |     |
| 06             | Teruyoshi Ito      |     |
| 07             | Kazuaki Tasaka     |     |
| 08             | Alex               | 71e |
| 09             | Masaaki Sawanobori |     |
| 10             | Kenta Hasegawa     | 71e |
| 11             | Sotaro Yasunaga    | 86e |
|                |                    |     |
| Remplaçants :  |                    |     |
| 12             | Hiroki Hattori     | 71e |
| 13             | Carlos Santos      | 71e |
| 14             | Yoshikiyo Kuboyama | 86e |
|                |                    |     |
| Entraîneur :   |                    |     |
| Steve Perryman |                    |     |

| Kashima ·    |                    |  |
| Titulaires : |                    |  |
|              |                    |  |
| 01           | Daijiro Takakuwa   |  |
| 02           | Naruyuki Naito     |  |
| 03           | Yutaka Akita       |  |
| 04           | Ryosuke Okuno      |  |
| 05           | Akira Narahashi    |  |
| 06           | Naoki Soma         |  |
| 07           | Toshiyuki Abe      |  |
| 08           | Yasuto Honda       |  |
| 09           | Bismarck           |  |
| 10           | Yoshiyuki Hasegawa |  |
| 11           | Atsushi Yanagisawa |  |
|              |                    |  |
| Entraîneur : |                    |  |
| Zé Mário     |                    |  |

| Shimizu ·      |                    |     |
| Titulaires :   |                    |     |
|                |                    |     |
| 01             | Masanori Sanada    |     |
| 02             | Toshihide Saito    |     |
| 03             | Ryuzo Morioka      |     |
| 04             | Masahiro Ando      |     |
| 05             | Kazuyuki Toda      |     |
| 06             | Teruyoshi Ito      |     |
| 07             | Kazuaki Tasaka     |     |
| 08             | Alex               | 71e |
| 09             | Masaaki Sawanobori |     |
| 10             | Kenta Hasegawa     | 71e |
| 11             | Sotaro Yasunaga    | 86e |
|                |                    |     |
| Remplaçants :  |                    |     |
| 12             | Hiroki Hattori     | 71e |
| 13             | Carlos Santos      | 71e |
| 14             | Yoshikiyo Kuboyama | 86e |
|                |                    |     |
| Entraîneur :   |                    |     |
| Steve Perryman |                    |     |